# Marion (Arkansas)
Marion – miasto (zał. w 1896) w Stanach Zjednoczonych, w stanie Arkansas, siedziba administracyjna hrabstwa Crittenden.